# Campylanthus chascaniflorus
Campylanthus chascaniflorus är en grobladsväxtart som beskrevs av A. G. Miller. Campylanthus chascaniflorus ingår i släktet Campylanthus och familjen grobladsväxter. Inga underarter finns listade i Catalogue of Life.